# Dilok (okres Mukačevo)
Dilok, česky také Volovice, ukrajinsky Ділок, maďarsky Beregpapfalva, je osada obce Babyči, v okrese Mukačevo, v Zakarpatské oblasti Ukrajiny. Patří do Čynadijevské vesnické komunity. V roce 2025 zde žilo 332 obyvatel.

## Historie
První písemná zmínka o této vsi pochází z roku 1371. Během neúspěšného protihabsburského uherského povstání v letech 1703–1711, vedeného Františkem II. Rákóczim, byla vesnice vylidněna. Do uzavření Trianonské smlouvy byla ves součástí Uherska, poté byla, pod názvem Volovice, součástí československé první republiky. Od roku 1945 byla součástí Ukrajinské sovětské socialistické republiky, která byla součástí SSSR, a nakonec od roku 1991 je součástí samostatné Ukrajiny.